# ヴァンシ・エアポート
ヴァンシ・エアポート（フランス語: VINCI Airports S.A.S）はフランスの空港運営会社である。現在、フランス・ポルトガル・イギリス・スウェーデン・セルビア・カンボジア・日本・アメリカ・コスタリカ・ドミニカ共和国・ブラジル・チリの国で45空港を運営している。2019年の旅客数基準で世界最大の民間の空港運営会社である（公営を含めると世界二位）。フランス建設大手のヴァンシのグループ会社である。

## 概説
1995年にカンボジア国内の2空港（プノンペン・シェムリアップ）に対する2040年までの運営権を取得。これを皮切りに2003年にグノーブル・イゼール空港、2004年にシャンベリ・サボア空港、2007年と2009年にクレルモン＝フェラン・オーヴェルニュ空港、カンペール・コルヌアイユ空港の運営権を取得した。
2010年にはレンヌ・サンジャック空港とディナール・プルールテュイ・サン・マロ空港に対する運営権を取得し、事業を着々を拡大。2011年にはナント・アトランティック空港の55年間の運営権を取得、2013年にはポルトガル国内10空港の50年間の運営権を取得した。
更に2015年にはパリ空港公社らと共同で、チリのアルトゥーロ・メリノ・ベニテス国際空港（サンティアゴ）の運営権を取得した。そして、2015年10月1日より運営を開始した。またドミニカ共和国の6空港についても、2016年の第一四半期末までに運営を開始する予定である。
2016年1月28日、イラン第二の国際空港であるマシュハド国際空港と第五の空港であるエスファハーン・シャヒード・ベヘシュティー国際空港の運営権に関する覚書を締結した。2016年中には同社による運営が始まる予定である。
2016年4月1日、日本とドミニカ共和国において空港運営事業を開始した。また同年7月29日にはリヨン・サン＝テグジュペリ空港の運営会社の株式の60％をフランス預金供託公庫とクレディ・アグリコル・アシュアランスとのコンソーシアムで取得する事が決定し、同年の11月10日に買収を完了した。
2017年3月16日、ブラジルのサルヴァドールにあるディユタード・ルイス・エドワルド・マガリャエス国際空港の運営権入札に落札した。
2018年1月8日、セルビアのベオグラードにあるベオグラード・ニコラ・テスラ空港の運営権入札に落札した。2018年第1四半期（1月～3月）に正式な契約を締結し、2018年中に同社による運営を開始する予定である。
2018年4月24日、アメリカの空港運営会社であるエアポーツ・ワールドワイドを買収することを発表した。これによりアメリカ・イギリス・スウェーデン・コスタリカでの空港運営事業に参入することになった。
2018年現在、同社が運営に携わっている空港の利用者数は1億5660万人に上っており、1万2000人以上もの従業員を雇用している。

## 関西国際空港、大阪国際空港両空港の特定空港運営事業
関西国際空港と大阪国際空港の運営権入札ではオリックスと合同で応札し、唯一一次入札に通過した。出資比率はオリックスとヴァンシ・エアポートで各4割、地元企業が2割となっている。
2015年11月10日、新関西国際空港はオリックス、ヴァンシ・エアポートコンソーシアムを優先交渉権者に選定した。
2015年12月1日、運営会社として「関西エアポート株式会社」を設立した。
2015年12月15日、新関西国際空港は関西エアポートとの間で実施契約を締結した。初代社長はオリックスの副社長である山谷佳之が、初代副社長にヴァンシ・エアポートのエマヌエル・ムノントがそれぞれ就任した。
2016年4月1日、関西国際空港と大阪国際空港の運営事業を開始した。

## 運営中の空港
フランス
- アンスニ空港（アンスニ）
- シャンベリ・サボア空港（シャンベリ）

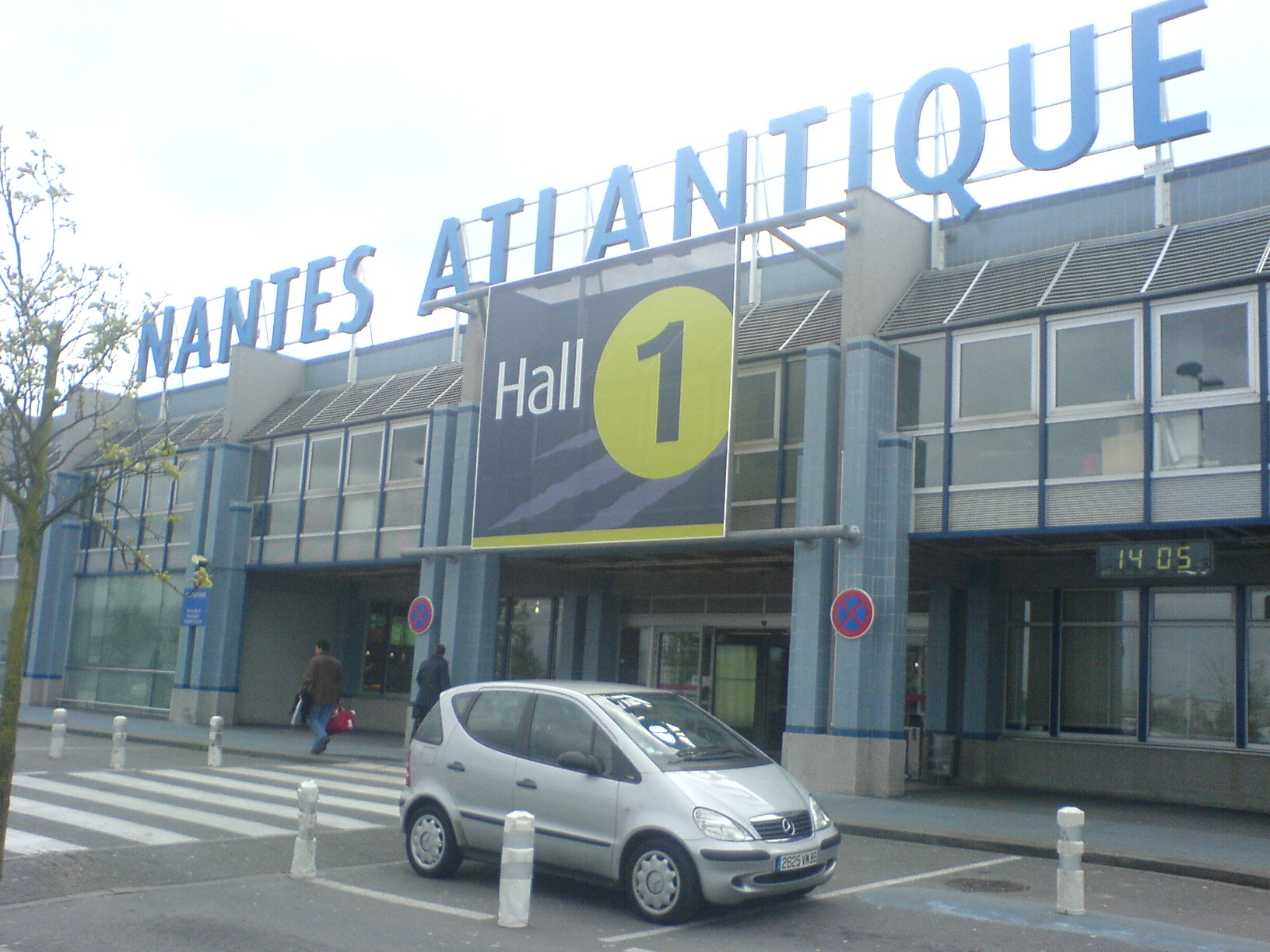
ナント・アトランティック空港

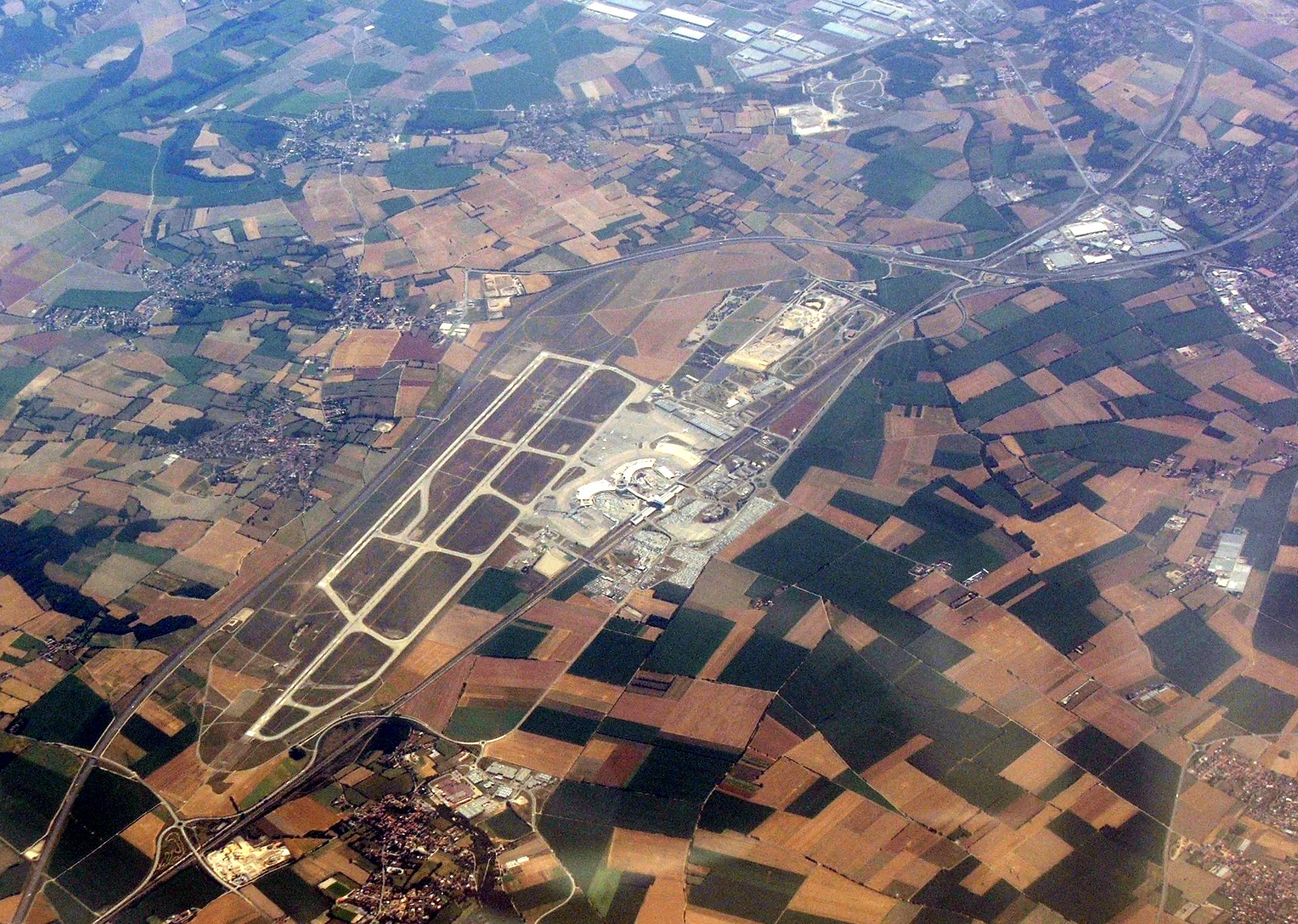
リヨン・サン＝テグジュペリ空港

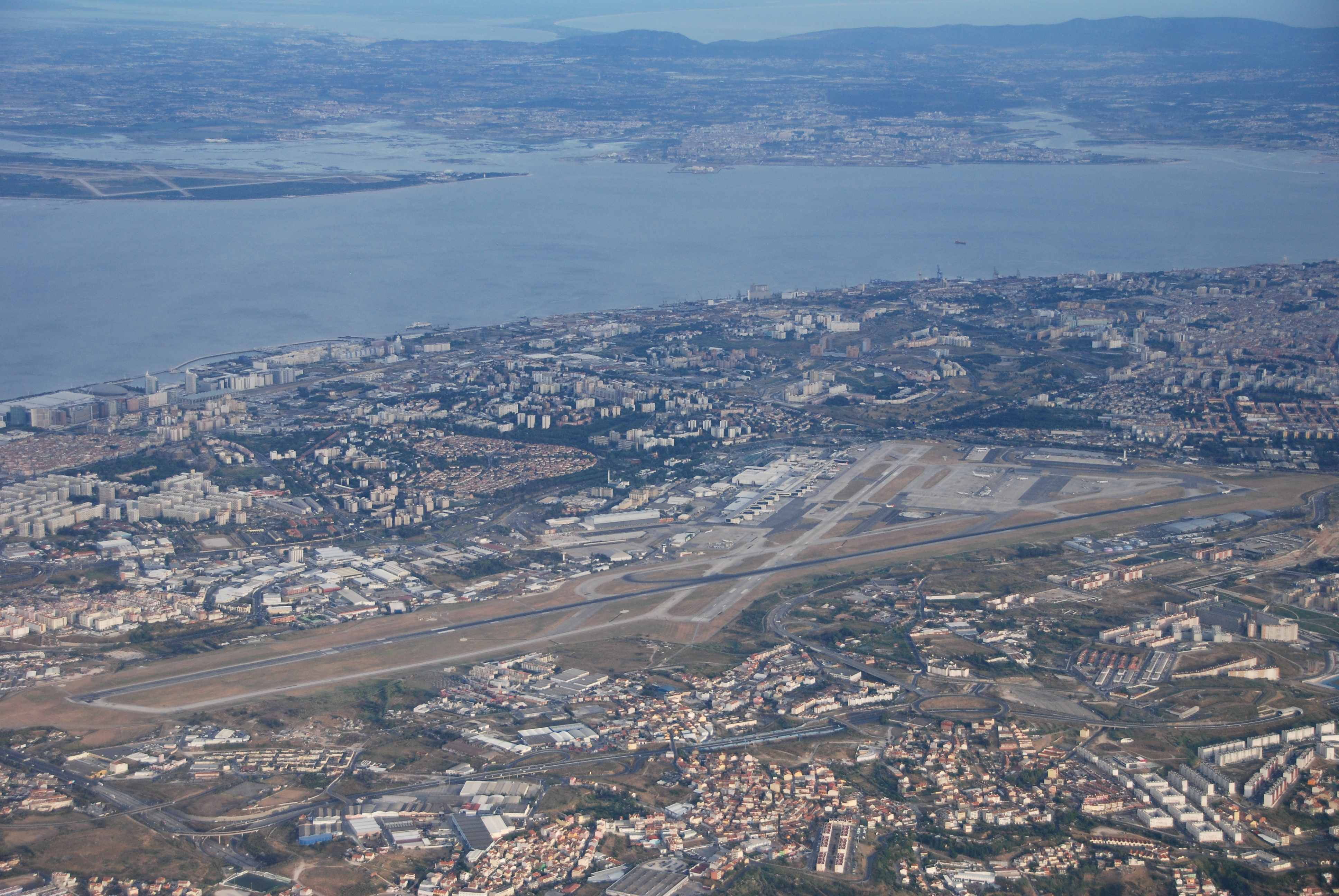
リスボン・ポルテラ空港

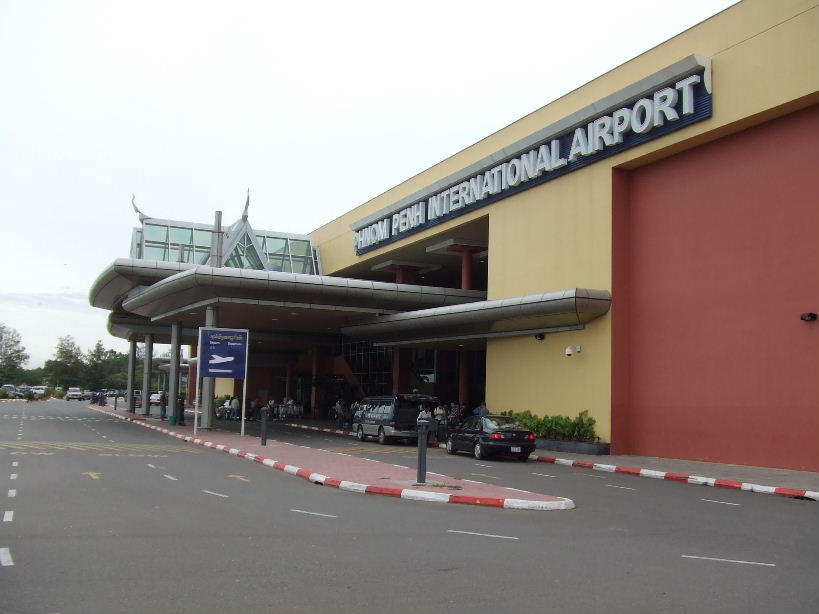
プノンペン国際空港

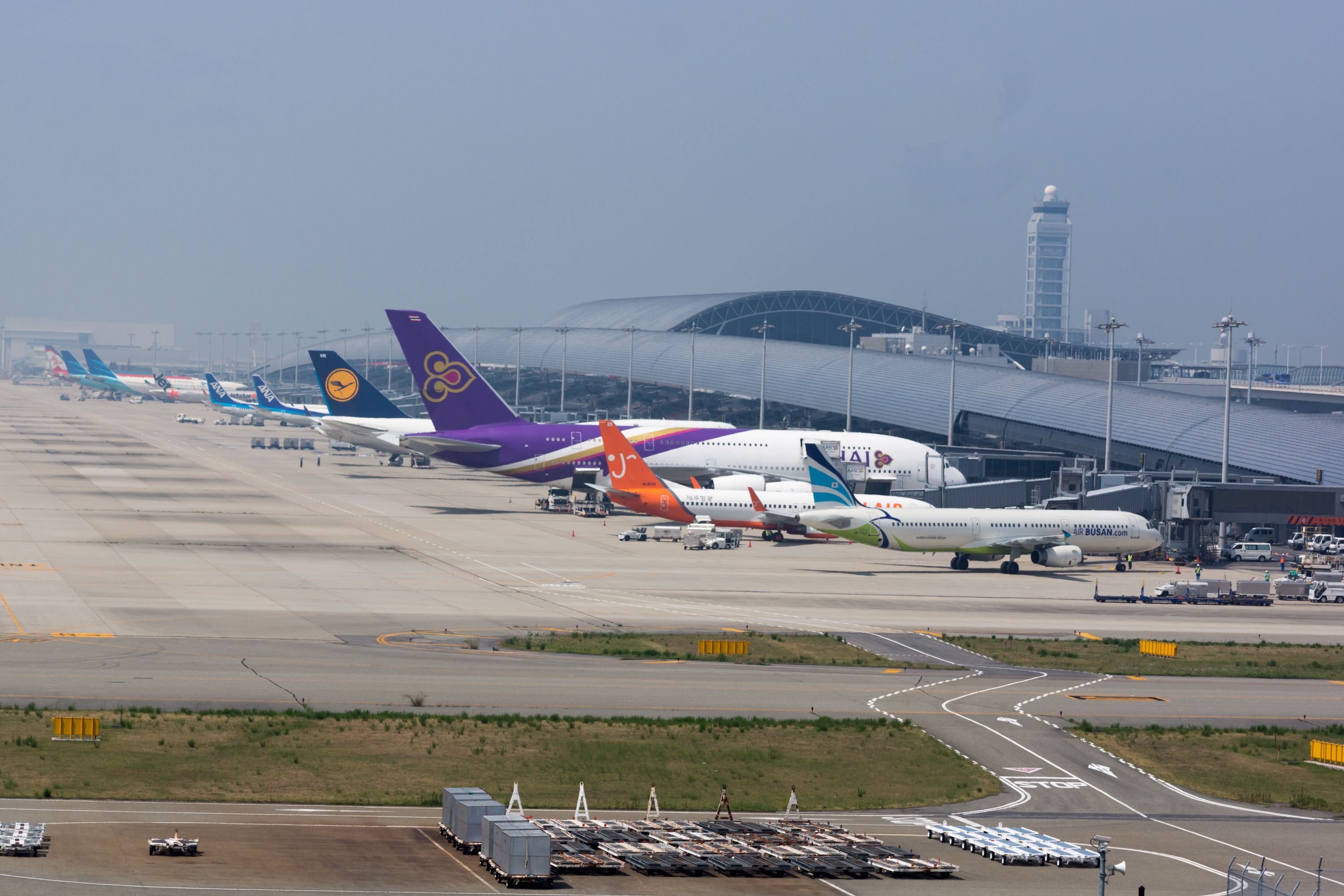
関西国際空港

- クレルモン＝フェラン・オーヴェルニュ空港（クレルモン＝フェラン）
- ディナール・プルールテュイ・サン・マロ空港（ディナール）
- グルノーブル・イゼール空港（グルノーブル）
- リヨン
  - リヨン・サン＝テグジュペリ空港
  - リヨン・ブロン空港
- ナント・アトランティック空港（ナント）
- ポワチエ・ビアール空港（ポワチエ）
- レンヌ＝サン・ジャック空港（レンヌ）
- サン＝ナゼール・モントワール空港（サン=ナゼール）
- トゥーロン・イエール空港（トゥーロン）

 ポルトガル
- ベージャ空港（ベージャ）
- ファロ空港（ファロ）
- フローレス空港（フローレス島）
- ホータ空港（ホータ）
- ポルテラ空港（リスボン）
- マデイラ空港（マデイラ島・フンシャル）
- ヨハネ・パウロ2世空港（ポンタ・デルガダ）
- フランシスコ・サ・カルネイロ空港（ポルト）
- ポルト・サント空港（ポルト・サント島）
- サンタマリア空港（サンタマリア島）

 カンボジア
- プノンペン国際空港（プノンペン）
- シアヌークビル国際空港（シアヌークビル）
- シェムリアップ国際空港（シェムリアップ）

 チリ
- アルトゥーロ・メリノ・ベニテス国際空港（サンティアゴ）

 日本
- 大阪
  - 関西国際空港
  - 大阪国際空港
- 兵庫
  - 神戸空港

 ドミニカ共和国
- サントドミンゴ
  - ラス・アメリカス国際空港
  - ラ・イサベラ国際空港
- グレゴリオ・ルペロン国際空港（プエルト・プラタ）
- サマナ
  - サマナ・エル・カティ国際空港
  - アロヨ・バリル空港
- マリア・モンテス国際空港（バラオナ）

 ブラジル
- ディユタード・ルイス・エドワルド・マガリャエス国際空港（サルヴァドール）

 セルビア
- ベオグラード・ニコラ・テスラ空港（ベオグラード）

 イギリス
- ロンドン・ガトウィック空港（ロンドン）
- ベルファスト国際空港（ベルファスト）（[12]）

 スウェーデン
- ストックホルム・スカブスタ空港（ストックホルム）（[12]）

 コスタリカ
- ダニエル・オドゥベール国際空港（リベリア）（[12]）

 アメリカ合衆国 （）
- 運営権契約を締結予定
  - オーランド・サンフォード国際空港（フロリダ州・サンフォード）

- 部分的管理契約を締結予定
  - ハーツフィールド・ジャクソン・アトランタ国際空港（ジョージア州・アトランタ）
  - アトランティックシティ国際空港（ニュージャージー州・アトランティックシティ）
  - ローリー・ダーラム国際空港（ノースカロライナ州・ローリー及びダーラム）

## 日本法人
- Vinci Airports Japan株式会社として登録されており、本店所在地は東京都港区虎ノ門である[21]。